# Tunnel Leutenbach
Der Tunnel Leutenbach im Rems-Murr-Kreis in Baden-Württemberg ist ein 1.080 Meter langer, zweiröhriger Straßentunnel im Zuge der autobahnähnlich ausgebauten Bundesstraße 14 zwischen Leutenbach und Winnenden. Er ist Teil der Westumfahrung (in der Bauphase Bundesstraße 14n genannt) zwischen den Anschlussstellen Winnenden und Winnenden-Hertmannsweiler, die die Ortsdurchfahrt von Winnenden entlasten soll.

## Geographische Lage
Der Tunnel Leutenbach befindet sich zwischen Leutenbach im Osten und Winnenden im Westen. Er führt in zwei Bögen verlaufend unter dem Hungerberg, einer Erhöhung zwischen Leutenbach und Winnenden, dem Buchenbach und der Bahnstrecke Waiblingen–Schwäbisch Hall-Hessental hindurch.

## Geschichte
Baubeginn war im Frühjahr 2006, während mit den notwendigen Vorarbeiten bereits im Juli 2005 begonnen worden war. Die Erdarbeiten an der Trasse begannen im November 2005, der Baubeginn für den Tunnel erfolgte im Frühjahr 2006.
Nachdem auf der Südwestseite mit einer mehreren hundert Meter langen Baugrube Zugang zur eigentlichen Tunnelbaustelle in ca. 20 Meter Tiefe geschaffen wurde, begannen dort am 9. November 2006 die bergmännischen Arbeiten mit dem Anschlag der Nordwest-Röhre, die nach der Tunnelpatin „Evi“ getauft wurde. Der 659 m lange Tunnel wurde in bergmännischer Bauweise unter dem Buchenbach, unter dem Leutenbacher Wohngebiet Am Hungerberg, unter der Bahnstrecke Waiblingen–Schwäbisch Hall-Hessental sowie unter dem Hungerberg selbst hindurch vorangetrieben, wobei mehrmals täglich Sprengungen vorgenommen wurden. Der Tunneldurchschlag wurde am 4. September 2007 vorgenommen.
Die Tunnelanschlag für die zweite Röhre im Südosten („Edith“) erfolgte am 4. Juni 2007, am 26. Februar 2008 feierte man nach acht Monaten Bauzeit den zweiten Durchstich. In den Tunnelröhren wurden 130 000 Kubikmeter Ausbruch beseitigt und über 32 000 Kubikmeter  Spritzbeton für die 45 cm dicke Innenschale aus Stahlbeton verbaut.
Den eigentlichen Tunnelröhren mit runden Querschnitten schließen sich im Nordosten die auch durch runde Querschnitte gekennzeichneten, 50 m langen, in offener Bauweise erstellten Teilstücke zu den Nord-Ost-Portalen an, die in den Hang des Hungerberges eingebettet wurden. Im Südwesten wurde der kurz nach dem Buchenbach in ca. 18 m Tiefe endende bergmännische Tunnel um 371 m in offener Bauweise verlängert. Daraus ergibt sich der rechteckige Querschnitt, der auch die Süd-West-Portale kennzeichnet. Beide Tunnelrampen weisen eine Steigung von ca. 4 % auf, sowie im Südteil eine ausgeprägte Rechts-Links-Kurvenkombination.
Die endgültige Fertigstellung war ursprünglich auf Sommer 2008 avisiert, musste aber mehrmals verschoben werden. Am 11. Juli 2009 konnte die Bevölkerung den Tunnel bei einem Tunnelfest besichtigen. Die Asphaltierung war durchgehend, somit stand einer provisorischen Inbetriebnahme zumindest einer Röhre nichts im Wege, auch wenn Fahrbahnmarkierungen und Teile der Leitplanken noch fehlten. Im Tunnel waren die Ventilatoren noch nicht angeschlossen.
Am Montag, 21. September 2009, somit in der Arbeitswoche vor der Bundestagswahl 2009, wurde der Tunnel in einem Festakt mit 13 Volksvertretern und Beamten eingeweiht. Danach konnten zunächst Radfahrer Tunnel und Trasse erkunden. Dabei wurde auch der Südabschnitt voll gesperrt. Nach Entfernung aller Absperrungen wurde am Nachmittag schließlich die gesamte Ortsumfahrung Winnenden für den Verkehr freigegeben, zunächst in Nordrichtung. An der AS Nellmersbach bildete sich bereits ein Rückstau durch die Verengung auf eine Spur als um 16:35 Uhr auch die Fahrtrichtung Stuttgart freigegeben wurde. 
Bereits wenige Tage nach Inbetriebnahme haben Sicherheitseinrichtungen Fehlalarme ausgelöst. Erst nach der Bundestagswahl wurde der Tunnel zehn Werktage lang vollgesperrt um diese zu überprüfen, und um Mobilfunk nachzurüsten.

## Geschwindigkeitsreduzierung von 100 km/h auf 80 km/h
Die derzeit zulässige Höchstgeschwindigkeit im Leutenbachtunnel beträgt 80 km/h. Zunächst wurde nach dem Bau des Tunnels im Jahr 2009 jedoch eine Geschwindigkeitsbegrenzung auf 100 km/h festgelegt und stand im Einklang mit den rechtlichen, fachlichen und sicherheitstechnischen Vorgaben der Richtlinien für die Ausstattung und den Betrieb von Straßentunneln aus 2006 (RABT 2006). Dies bestätigte ein Gesamtsicherheitskonzept aus dem Jahr 2009, auf dessen Grundlage der Leutenbachtunnel im selben Jahr dem Verkehr übergeben wurde. Die gutachterliche Sicherheitsbewertung, in Fachkreisen Risikoanalyse genannt, wurde damals aufgrund der besonderen Charakteristik des Leutenbachtunnels durchgeführt.
Aufgrund der im Jahr 2019 neu eingeführten Empfehlung für die Ausstattung und den Betrieb von Straßentunneln mit einer Planungsgeschwindigkeit von 80 oder 100 km/h (EABT-80/100) und des Unfallgeschehens im Leutenbachtunnels zwischen den Jahren 2015 und 2019 haben die zuständigen Fachbehörden veranlasst, im Jahr 2020 eine erneute Risikoanalyse in Auftrag zu geben und dabei ein besonderes Augenmerk auf die Unfallhergänge zu legen.
Im Rahmen der Analyse wurden im Tunnel Geschwindigkeiten gemessen und die Einfahrts- und Innenbeleuchtung, vorhandene Haltesichtweiten und verschiedene andere Kenngrößen ausgewertet. Obwohl die Tageswerte der Geschwindigkeiten im untersuchten Zeitraum nur geringe Überschreitungen der zulässigen Höchstgeschwindigkeiten aufweisen, ergibt die Auswertung von 17 relevanten Unfallereignissen mit 14 Fällen auffällig oft als Ursache eine nicht angepasste Geschwindigkeit in den Kurvenbereichen des Tunnels in beiden Fahrtrichtungen.
Das Sicherheitsgutachten kommt zu der Empfehlung, die zulässige Geschwindigkeit im Leutenbachtunnel auf 80 km/h zu begrenzen. Hierdurch reduziert sich der Bremsweg der Kraftfahrzeuge, was eine Erhöhung der Verkehrssicherheit zur Folge hat und eine Reduktion der Unfallzahlen prognostiziert. Die verantwortlichen Fachbehörden für den Leutenbachtunnel – der Rems-Murr-Kreis als Betreiber, das Regierungspräsidium als Genehmigungsbehörde, die Polizei und auch die Verkehrsbehörden – haben sich am 28. April 2021 einvernehmlich darauf verständigt, die zulässige Geschwindigkeit im Leutenbachtunnel zugunsten der Sicherheit der Nutzer auf 80 km/h zu begrenzen.

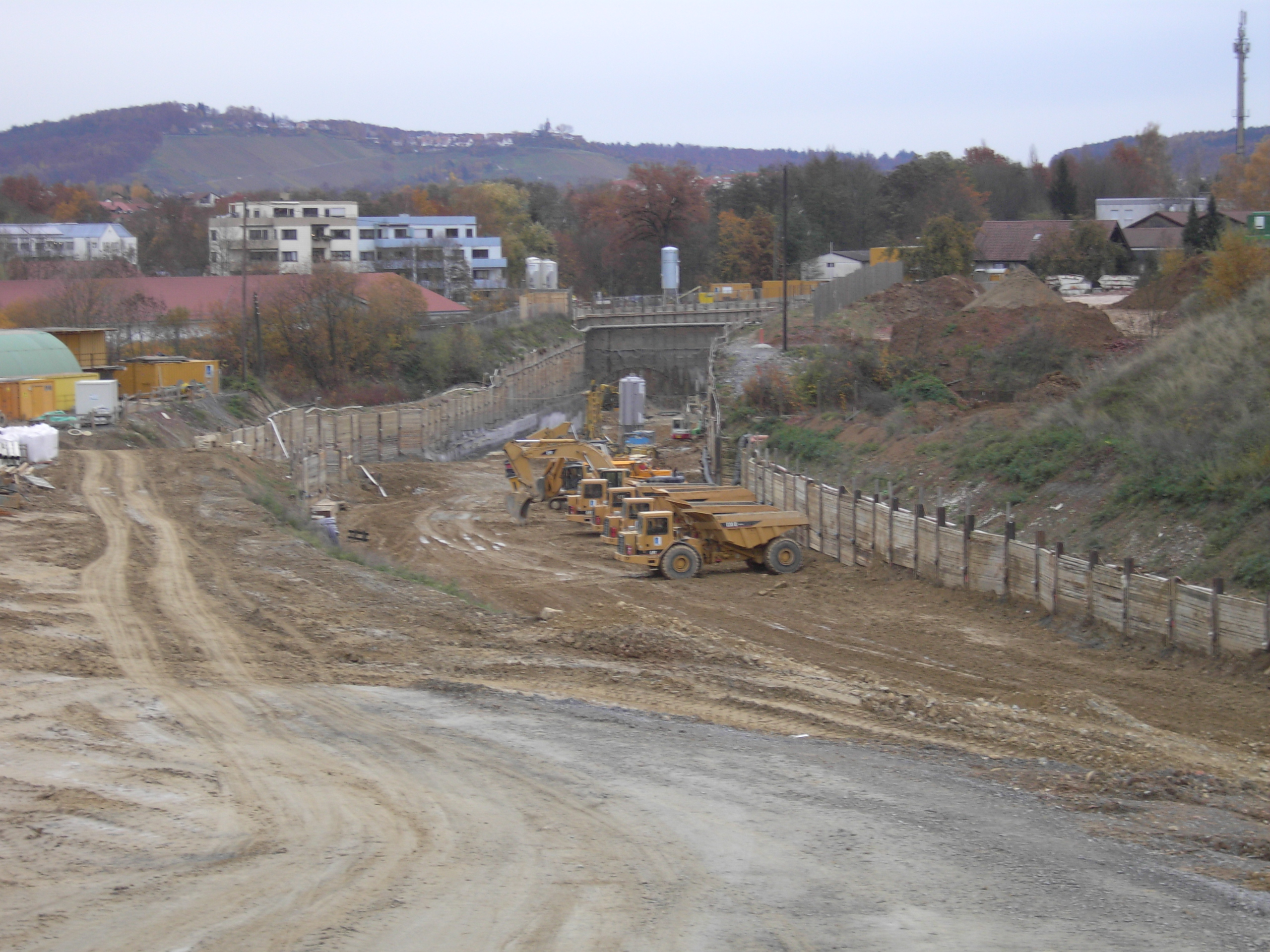
Offene Baugrube auf der Südwestseite im November 2006. Im Hintergrund der Anschlag für eine der Tunnelröhren mit rundem Querschnitt.
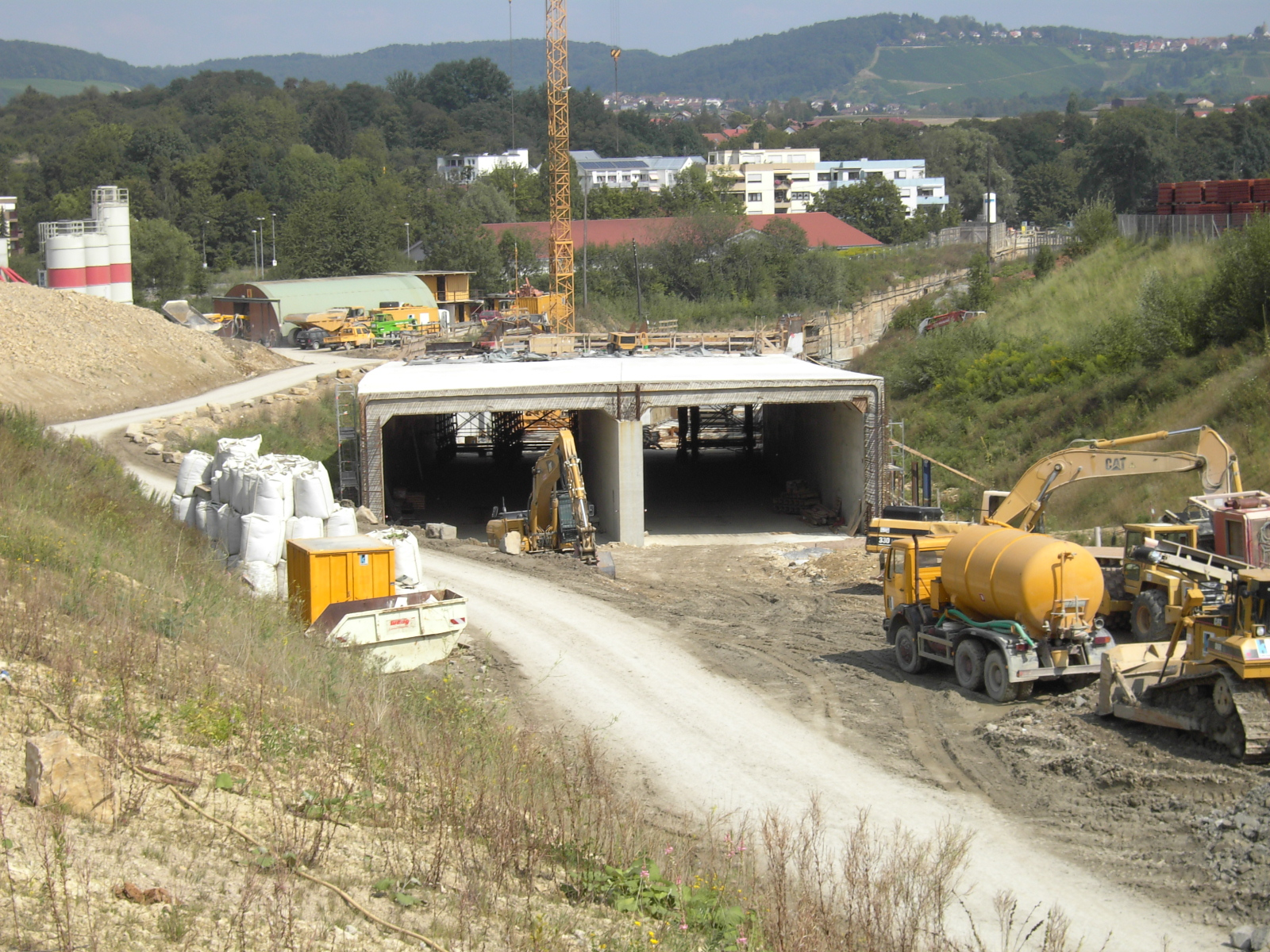
Erstellung des ersten Tunnelteils in offener, eckiger Bauweise im August 2007.
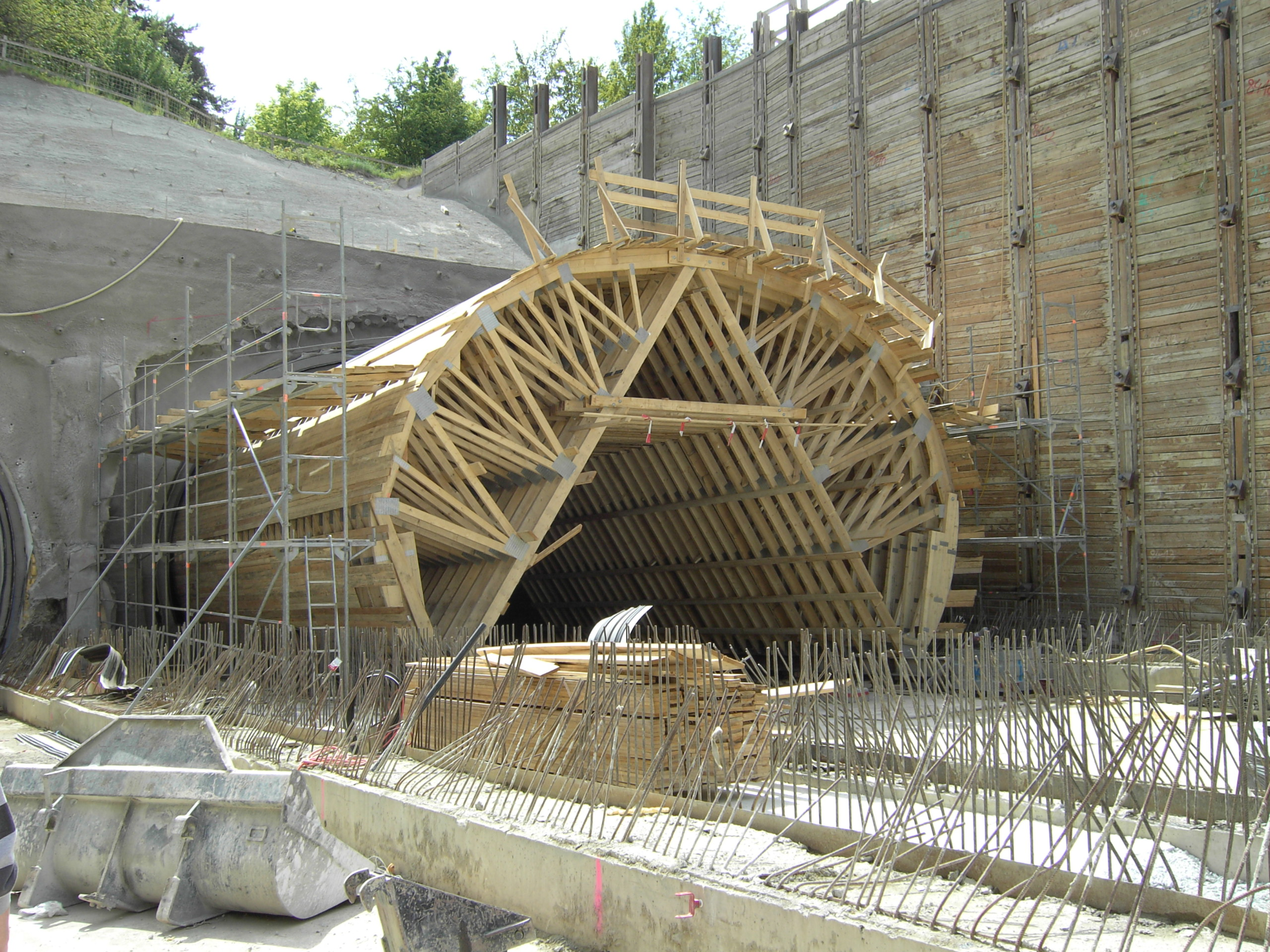
Arbeiten an der offenen Bauweise am Nord-Ost-Portal. Der runde Querschnitt erfordert mehr Aufwand bei der Verschalung.
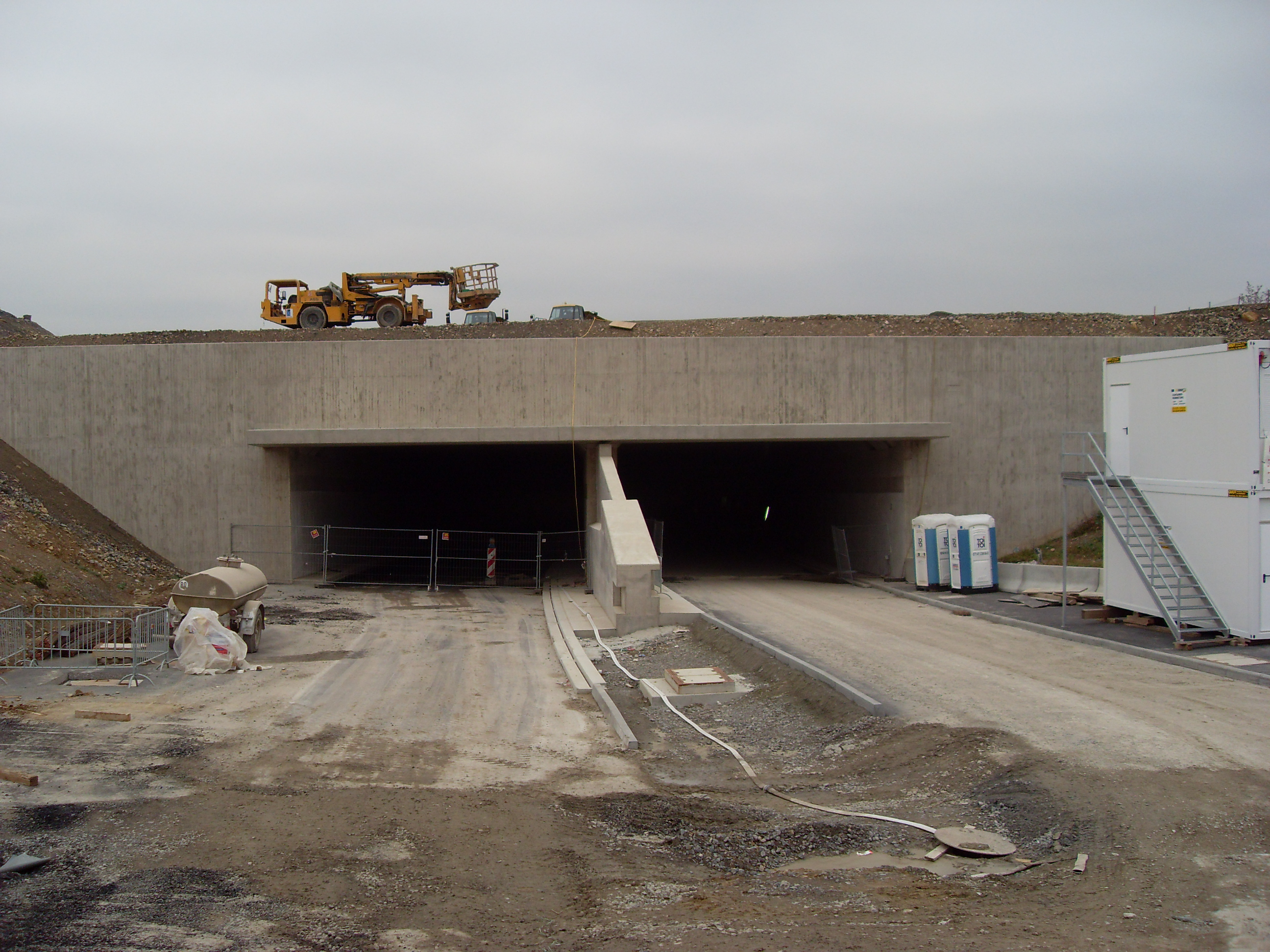
Fertiges südwestliches Tunnelportal im Oktober 2008. Die Container rechts stehen vor der Betriebszentrale West.
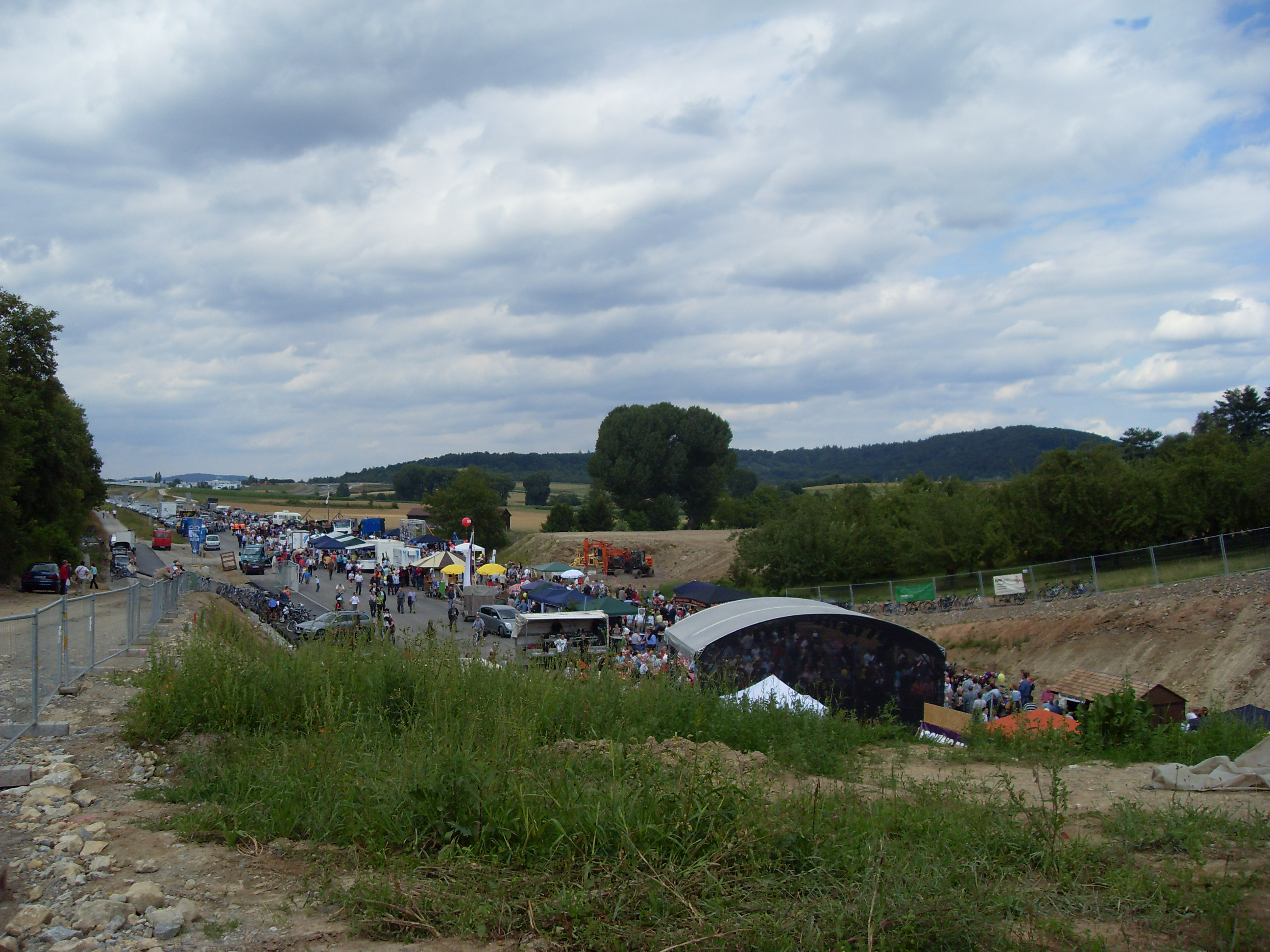
Tunnelfest am 11. Juli 2009. Blick vom Nordportal in Fahrtrichtung Backnang. Im Hintergrund die AS Nellmersbach.
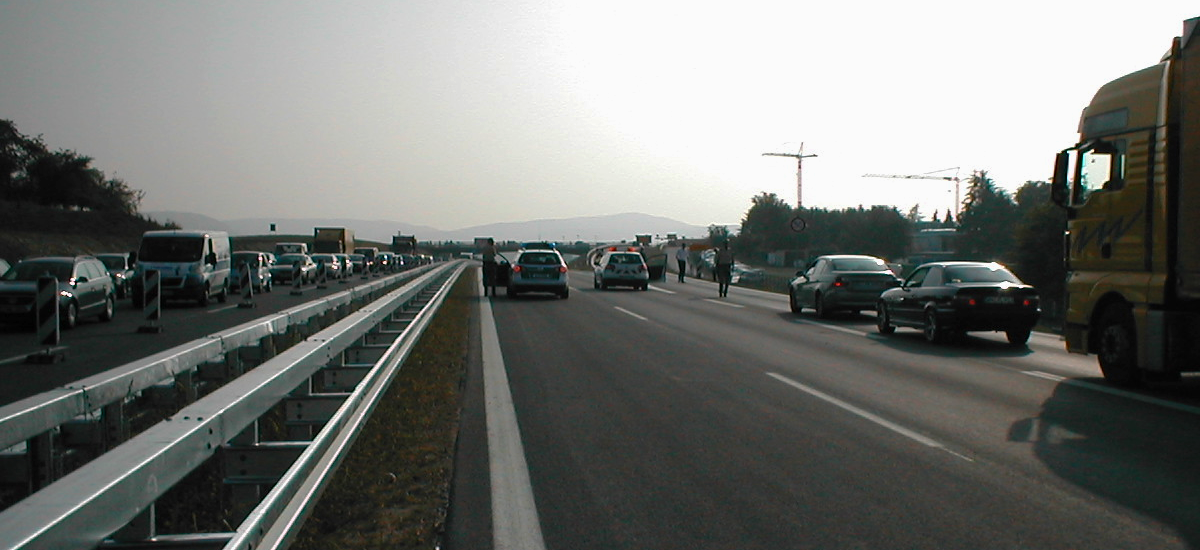
Freigabe der B14n auch in Fahrtrichtung Stuttgart, am 21. September 2009 16:35 Uhr, an der AS Nellmersbach
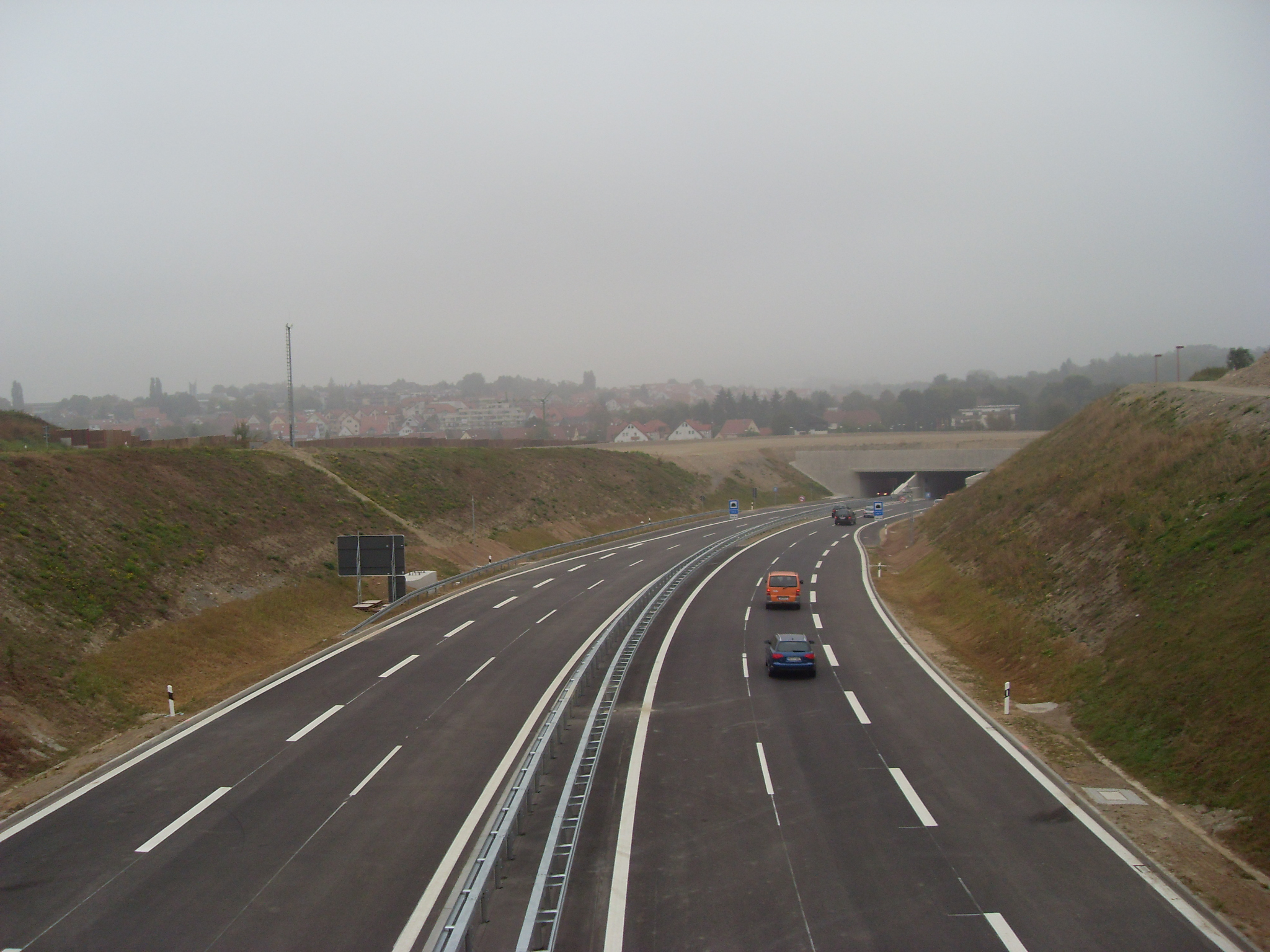
Südportal des Leutenbacher Tunnels nach der Freigabe am 22. September 2009.
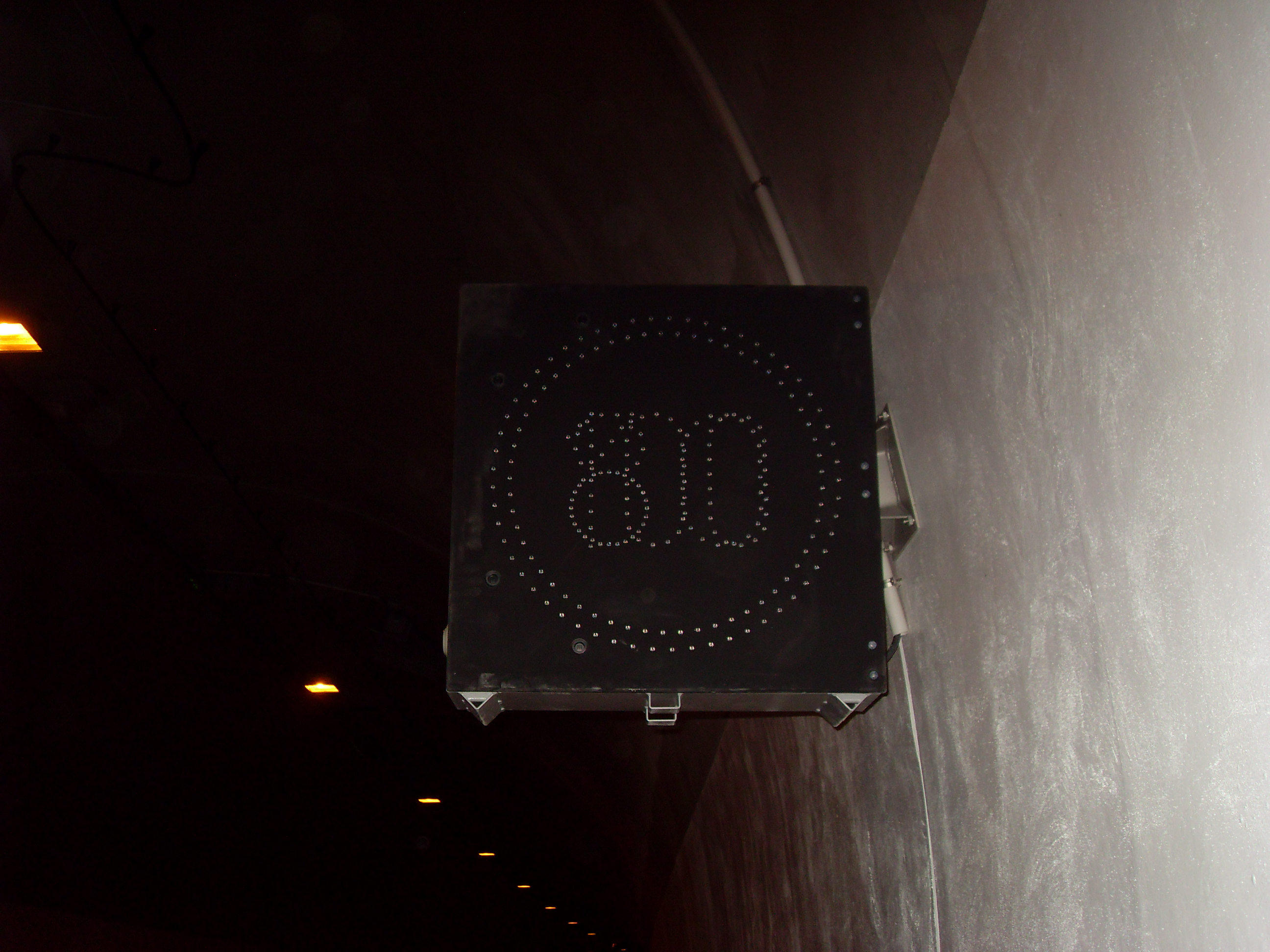
Wechselverkehrszeichen im Tunnel. Man erkennt die Abstufung 100 - 80 - 60 km/h.

## Sicherheitseinrichtungen
Parallel zum Bau des Tunnels wurde je ein Betriebsgebäude an den Portalen errichtet. Ein Löschwassergebäude wurde an der Straße Tonweg errichtet. Darunter, am Ende des geräumigeren da in offener Bauweise erstellten Tunnels, wurde auch je eine Nothaltebucht sowie eine Notüberfahrt für Rettungsfahrzeuge eingerichtet. Nicht für Fahrzeuge geeignet sind die insgesamt vier Fluchttüren, die die Tunnelröhren verbinden. Weitere Sicherheitseinrichtungen sind die helle Wandbeschichtung, der Fahrbahnbelag mit Aufhellungsgestein, die Ausstattung des Tunnels mit aktiver, beleuchteter Leithilfe zu den Fluchttüren sowie die Belüftung über Strahlenventilatoren. Außerhalb der Portale befinden sich jeweils Notrufsäulen sowie Überwachungseinrichtungen und schwenkbare Schranken.
Am Samstag, 19. September, zwei Tage vor der Freigabe und acht Tage vor der Bundestagswahl 2009, wurde eine Katastrophenschutzübung mit 200 Teilnehmern und mehreren Autowracks
anberaumt. In der späteren Hauptversammlung der Freiwilligen Feuerwehr Leutenbach beklagte der Kommandant, dass sich seine ehrenamtlichen Feuerwehrleute Urlaub nehmen mussten, um die Eröffnung noch rechtzeitig vor der Bundestagswahl zu ermöglichen. Bei der Übung wurde ein Feuer simuliert und die Lüftungsanlage getestet, die den Rauch mit 6 m/s zu den Portalen bläst.
Während der Bauzeit stand in jeder Tunnelröhre eine Statue der Schutzpatronin der Bergleute, der Heiligen Barbara. Diese Statuen bekamen anschließend einen festen Platz hinter Glas am Ende der Nothaltebuchten.
Nachdem Sicherheitseinrichtungen im Tunnel wenige Tage nach Inbetriebnahme Fehlalarme ausgelöst hatten, wurde der Tunnel ab Ende Oktober zehn Werktage lang für sechs Stunden vollgesperrt, um diese zu überprüfen. Zudem wurde Mobilfunk nachgerüstet. Im Februar 2010 wurde der Tunnel erneut an drei Tagen gesperrt, um Optimierungen vorzunehmen.
Für die jährlichen Bedienungsübungen des Betriebs- und Überwachungspersonals wurden beide Tunnelröhren im September und Oktober 2010 an mehreren Werktagen tagsüber voll gesperrt.

## Kosten
Der 1080 m lange Leutenbacher Tunnel (Bauwerk 6) kostete 55,1 Mio. €. Hiervon entfielen auf den Rohbau rund 49 Millionen Euro, und auf die technische Einrichtung 6 Millionen Euro.